# Vanilla borneensis
Vanilla borneensis ist eine Pflanzenart aus der Gattung Vanille (Vanilla) in der Familie der Orchideen (Orchidaceae). Sie wächst als Kletterpflanze auf Borneo.

## Beschreibung
Vanilla borneensis ist eine immergrüne Kletterpflanze. Die Blätter stehen in Abständen von sechs bis zehn Zentimeter am Spross, sie sind länglich oval und enden vorne spitz ausgezogen. Der Blattstiel ist 0,5 bis 1,5 Zentimeter lang, das ganze Blatt misst zehn bis 15 Zentimeter in der Länge und 2,5 bis 5,5 Zentimeter in der Breite.
Der traubige Blütenstand ist mit 2,5 bis 5 Zentimeter recht kurz und trägt neun bis zwölf Blüten. Die Blütenstandsachse ist zickzackförmig. Die Tragblätter sind oval bis leicht dreieckig, spitz endend und bis 1 Zentimeter lang. Der Fruchtknoten ist kurz gestielt, zusammen mit dem Blütenstiel misst er 3,5 Zentimeter. Die Sepalen sind silbrig-grün und messen etwa 3,4 × 1,1 Zentimeter. Die Petalen sind cremefarben, mit 1,6 Zentimeter breiter, auf der Außenseite deutlich gekielt. Die drei Zentimeter lange Lippe ist außen ebenfalls hell und gekielt, sie umfasst die Säule röhrenförmig und ist mit ihr ein Stück weit verwachsen. Die Lippe ist dreilappig mit fünf längs verlaufenden Kielen, der mittlere Lappen endet stumpf abgeschnitten, der Rand ist gewellt, die Spreite mit roter Zeichnung und einem Büschel spitzer, nach hinten gerichteter Haare versehen. Die Säule ist 1,8 Zentimeter lang, weiß, an der Spitze mit zwei orangen Anhängseln, das Ende ist komplett von der Lippe umschlossen. Die Kapselfrucht ist schmal linealisch und wird 7,5 bis acht Zentimeter lang.

## Verbreitung
Vanilla borneensis kommt in Südostasien von Nordostindien (Assam) über Thailand und Malaysia bis nach Borneo vor. Die Sammlung des Typusexemplars erfolgte in Wäldern nahe am Flussufer in Borneo.

## Systematik und botanische Geschichte
Diese Orchidee wurde 1896 von Robert Allen Rolfe beschrieben. Ein Synonym ist Vanilla pilifera. Die Beschreibung erfolgte anhand eines nicht blühenden Exemplars, weitere Funde aus der Nähe sind nicht bekannt, so dass ein Vergleich neuerer Sammlungen mit dem Typusexemplar schwierig ist.
Innerhalb der Gattung Vanilla wird Vanilla borneensis in die Untergattung Xanata und dort in die Sektion Thethya, die sämtliche Arten der Paläotropis enthält, eingeordnet. Laut Portères ähnelt Vanilla borneensis der ebenfalls auf Borneo vorkommenden Vanilla abundiflora, die aber nach Soto Arenas und Cribb nicht näher verwandt ist. Am nächsten verwandt ist demnach Vanilla diabolica aus Sulawesi. Des Weiteren zeigen die blattlosen Arten Vanilla aphylla, Vanilla calopogon und Vanilla wightii Ähnlichkeiten mit Vanilla borneensis.